# Сорочка (приток Москвы)
Сорочка — малая река в Таганском районе Центрального административного округа Москвы, левый приток Москвы-реки. Точное происхождение названия не установлено. Возможно, оно связано со словом «Сара» — осока, болото, заболоченная река. В финно-угорских языках встречается корень «сар», имеющий сходное значение. В русском языке есть похожий корень «сыр», образованный от слов сырой, сырость. Вероятно, гидроним менялся в такой последовательности: Сара-Сарочка-Сорочка, где последнее — от наименования птицы. Своё название водоток мог получить от резиденции Сарских архиереев. Речное русло заключено в подземный коллектор.
Длина с временным водотоком в верховьях составляет 1,7 км. Постоянное течение устанавливается на протяжении 500 метров.
Река протекала к востоку от Китайгородского проезда, по Васильевскому лугу. Понижение, соответствующее руслу прослеживается вдоль Кривоколенного, Большого Златоустинского и Большого Спасоглинищевского переулков.